# فهرست قنات‌های شهرستان شاهرود
جدول زیر بر اساس آمار وزارت جهاد کشاورزیتهیه شده‌است. فهرست زیر قنات‌های شهرستان شاهرود در استان سمنان را نشان می‌دهد.
| نام قنات                   | موقعیت                         | نزدیک‌ترین روستا            | طول قنات (متر)       | تعداد میله چاه | عمق مادر چاه | دبی (لیتر بر ثانیه) | سطح زیر کشت (هکتار) |
| -------------------------- | ------------------------------ | -------------------------- | -------------------- | -------------- | ------------ | ------------------- | ------------------- |
| آب شور                     | بخشی نامعلوم در شهرستان شاهرود | آب شور                     | ۵٫۰۰۰۰۰۰۰۷۴۵۰۵۸۱E-۰۲ | ۰              | ۰            | ۰                   | ۰                   |
| آب مرجان                   | بخشی نامعلوم در شهرستان شاهرود | آب مرجان                   | ۶                    | ۰              | ۰            | ۱۸                  | ۰                   |
| آخوند اسلام‌آباد            | بخشی نامعلوم در شهرستان شاهرود | آخوند اسلام‌آباد            | ۱                    | ۰              | ۰            | ۱۰                  | ۰                   |
| ابراهیم پرو                | بخشی نامعلوم در شهرستان شاهرود | ابراهیم پرو                | ۳                    | ۰              | ۰            | ۰                   | ۰                   |
| ابوالحسنی                  | بخشی نامعلوم در شهرستان شاهرود | ابوالحسنی                  | ۰٫۸۵۰۰۰۰۰۲۳۸۴۱۸۵۸    | ۰              | ۰            | ۱٫۵                 | ۰                   |
| ابوتراب                    | بخشی نامعلوم در شهرستان شاهرود | ابوتراب                    | ۶                    | ۰              | ۰            | ۱۰                  | ۰                   |
| ابوطالب                    | بخشی نامعلوم در شهرستان شاهرود | ابوطالب                    | ۰٫۶۹۹۹۹۹۹۸۸۰۷۹۰۷۱    | ۰              | ۰            | ۶                   | ۰                   |
| ابکاره                     | بخشی نامعلوم در شهرستان شاهرود | ابکاره                     | ۱٫۷۹۹۹۹۹۹۵۲۳۱۶۲۸     | ۰              | ۰            | ۳                   | ۰                   |
| احمدآباد                   | بخشی نامعلوم در شهرستان شاهرود | احمدآباد                   | ۶                    | ۰              | ۰            | ۸                   | ۰                   |
| احمدآباد                   | بخشی نامعلوم در شهرستان شاهرود | احمدآباد                   | ۵                    | ۰              | ۰            | ۳                   | ۰                   |
| ارق                        | بخشی نامعلوم در شهرستان شاهرود | ارق                        | ۱                    | ۰              | ۰            | ۶                   | ۰                   |
| اسب کشان                   | بخشی نامعلوم در شهرستان شاهرود | اسب کشان                   | ۰٫۶۴۹۹۹۹۹۷۶۱۵۸۱۴۲    | ۰              | ۰            | ۳                   | ۰                   |
| استخرسفید                  | بخشی نامعلوم در شهرستان شاهرود | استخرسفید                  | ۰٫۳۰۰۰۰۰۰۱۱۹۲۰۹۲۹    | ۰              | ۰            | ۶                   | ۰                   |
| استربند                    | بخشی نامعلوم در شهرستان شاهرود | استربند                    | ۱                    | ۰              | ۰            | ۲۴                  | ۰                   |
| اسحاق                      | بخشی نامعلوم در شهرستان شاهرود | اسحاق                      | ۰٫۵                  | ۰              | ۰            | ۰٫۵                 | ۰                   |
| اسلام‌آباد                  | بخشی نامعلوم در شهرستان شاهرود | اسلام‌آباد                  | ۰٫۲۰۰۰۰۰۰۰۲۹۸۰۲۳۲    | ۰              | ۰            | ۰                   | ۰                   |
| اسماعیل‌آباد                | بخشی نامعلوم در شهرستان شاهرود | اسماعیل‌آباد                | ۰٫۴۰۰۰۰۰۰۰۵۹۶۰۴۶۴    | ۰              | ۰            | ۰                   | ۰                   |
| اسکندرآباد                 | بخشی نامعلوم در شهرستان شاهرود | اسکندرآباد                 | ۰٫۶۹۹۹۹۹۹۸۸۰۷۹۰۷۱    | ۰              | ۰            | ۱۲                  | ۰                   |
| اشترگردن                   | بخشی نامعلوم در شهرستان شاهرود | اشترگردن                   | ۱٫۵                  | ۰              | ۰            | ۱۲                  | ۰                   |
| اصغر عرب عامری             | بخشی نامعلوم در شهرستان شاهرود | اصغر عرب عامری             | ۰٫۵                  | ۰              | ۰            | ۰٫۵                 | ۰                   |
| اصغرآباد                   | بخشی نامعلوم در شهرستان شاهرود | اصغرآباد                   | ۵                    | ۰              | ۰            | ۸                   | ۰                   |
| اصلی محمدآباد پل ابریشم    | بخشی نامعلوم در شهرستان شاهرود | اصلی محمدآباد پل ابریشم    | ۰٫۸۰۰۰۰۰۰۱۱۹۲۰۹۲۹    | ۰              | ۰            | ۳                   | ۰                   |
| اصلی میراعلم               | بخشی نامعلوم در شهرستان شاهرود | اصلی میراعلم               | ۳۳                   | ۰              | ۰            | ۱۰                  | ۰                   |
| اصلی میرحاج                | بخشی نامعلوم در شهرستان شاهرود | اصلی میرحاج                | ۰٫۲۰۰۰۰۰۰۰۲۹۸۰۲۳۲    | ۰              | ۰            | ۱۶                  | ۰                   |
| الهاک                      | بخشی نامعلوم در شهرستان شاهرود | الهاک                      | ۱                    | ۰              | ۰            | ۱                   | ۰                   |
| امیریه                     | بخشی نامعلوم در شهرستان شاهرود | امیریه                     | ۳                    | ۰              | ۰            | ۶۰                  | ۰                   |
| انبروته پل ابریشم          | بخشی نامعلوم در شهرستان شاهرود | انبروته پل ابریشم          | ۰٫۶۹۹۹۹۹۹۸۸۰۷۹۰۷۱    | ۰              | ۰            | ۲                   | ۰                   |
| اویردهملا                  | بخشی نامعلوم در شهرستان شاهرود | اویردهملا                  | ۰٫۳۰۰۰۰۰۰۱۱۹۲۰۹۲۹    | ۰              | ۰            | ۱۹                  | ۰                   |
| اکبرآباد                   | بخشی نامعلوم در شهرستان شاهرود | اکبرآباد                   | ۲                    | ۰              | ۰            | ۴۰                  | ۰                   |
| اکبرآباد                   | بخشی نامعلوم در شهرستان شاهرود | اکبرآباد                   | ۱                    | ۰              | ۰            | ۴                   | ۰                   |
| اکبرآباد قیعه نو           | بخشی نامعلوم در شهرستان شاهرود | اکبرآباد قیعه نو           | ۲                    | ۰              | ۰            | ۰                   | ۰                   |
| بازمیل                     | بخشی نامعلوم در شهرستان شاهرود | بازمیل                     | ۰٫۱۵۰۰۰۰۰۰۵۹۶۰۴۶۴    | ۰              | ۰            | ۰٫۵                 | ۰                   |
| باشتاباز                   | بخشی نامعلوم در شهرستان شاهرود | باشتاباز                   | ۱                    | ۰              | ۰            | ۱                   | ۰                   |
| باغ سینه مجن               | بخشی نامعلوم در شهرستان شاهرود | باغ سینه مجن               | ۲                    | ۰              | ۰            | ۳۵                  | ۰                   |
| باغ نو                     | بخشی نامعلوم در شهرستان شاهرود | باغ نو                     | ۰٫۲۰۰۰۰۰۰۰۲۹۸۰۲۳۲    | ۰              | ۰            | ۲                   | ۰                   |
| باغستان جیلان              | بخشی نامعلوم در شهرستان شاهرود | باغستان جیلان              | ۴                    | ۰              | ۰            | ۱۰                  | ۰                   |
| باغچه کالپوش               | بخشی نامعلوم در شهرستان شاهرود | باغچه کالپوش               | ۰٫۵                  | ۰              | ۰            | ۳۰                  | ۰                   |
| بایاکر                     | بخشی نامعلوم در شهرستان شاهرود | بایاکر                     | ۴                    | ۰              | ۰            | ۰                   | ۰                   |
| بدر                        | بخشی نامعلوم در شهرستان شاهرود | بدر                        | ۱٫۵                  | ۰              | ۰            | ۱۲                  | ۰                   |
| بذرآباد                    | بخشی نامعلوم در شهرستان شاهرود | بذرآباد                    | ۰٫۶۹۹۹۹۹۹۸۸۰۷۹۰۷۱    | ۰              | ۰            | ۸                   | ۰                   |
| برج دشتبان                 | بخشی نامعلوم در شهرستان شاهرود | برج دشتبان                 | ۵٫۰۰۰۰۰۰۰۷۴۵۰۵۸۱E-۰۲ | ۰              | ۰            | ۱                   | ۰                   |
| برزقند                     | بخشی نامعلوم در شهرستان شاهرود | برزقند                     | ۴                    | ۰              | ۰            | ۶                   | ۰                   |
| برم                        | بخشی نامعلوم در شهرستان شاهرود | برم                        | ۲                    | ۰              | ۰            | ۷                   | ۰                   |
| برکه خیج                   | بخشی نامعلوم در شهرستان شاهرود | برکه خیج                   | ۳                    | ۰              | ۰            | ۰                   | ۰                   |
| بزرگ باغستان               | بخشی نامعلوم در شهرستان شاهرود | بزرگ باغستان               | ۰٫۸۰۰۰۰۰۰۱۱۹۲۰۹۲۹    | ۰              | ۰            | ۱۰                  | ۰                   |
| بزرگ بیارجمند              | بخشی نامعلوم در شهرستان شاهرود | بزرگ بیارجمند              | ۱۸                   | ۰              | ۰            | ۴۵                  | ۰                   |
| بلمبران                    | بخشی نامعلوم در شهرستان شاهرود | بلمبران                    | ۰٫۳۰۰۰۰۰۰۱۱۹۲۰۹۲۹    | ۰              | ۰            | ۱۰                  | ۰                   |
| بنه                        | بخشی نامعلوم در شهرستان شاهرود | بنه                        | ۰٫۳۰۰۰۰۰۰۱۱۹۲۰۹۲۹    | ۰              | ۰            | ۰                   | ۰                   |
| بیدک                       | بخشی نامعلوم در شهرستان شاهرود | بیدک                       | ۱٫۷۰۰۰۰۰۰۴۷۶۸۳۷۲     | ۰              | ۰            | ۹                   | ۰                   |
| بیرجندی                    | بخشی نامعلوم در شهرستان شاهرود | بیرجندی                    | ۱                    | ۰              | ۰            | ۱٫۵                 | ۰                   |
| بیرون                      | بخشی نامعلوم در شهرستان شاهرود | بیرون                      | ۰٫۱۰۰۰۰۰۰۰۱۴۹۰۱۱۶    | ۰              | ۰            | ۶                   | ۰                   |
| بینی خانی                  | بخشی نامعلوم در شهرستان شاهرود | بینی خانی                  | ۰                    | ۰              | ۰            | ۴                   | ۰                   |
| بیژن دره دزیان             | بخشی نامعلوم در شهرستان شاهرود | بیژن دره دزیان             | ۰٫۴۰۰۰۰۰۰۰۵۹۶۰۴۶۴    | ۰              | ۰            | ۳۷                  | ۰                   |
| ترکمن کالی سوداغلن         | بخشی نامعلوم در شهرستان شاهرود | ترکمن کالی سوداغلن         | ۰٫۲۰۰۰۰۰۰۰۲۹۸۰۲۳۲    | ۰              | ۰            | ۴                   | ۰                   |
| تغمر                       | بخشی نامعلوم در شهرستان شاهرود | تغمر                       | ۰٫۳۰۰۰۰۰۰۱۱۹۲۰۹۲۹    | ۰              | ۰            | ۲٫۵                 | ۰                   |
| تقی‌آباد                    | بخشی نامعلوم در شهرستان شاهرود | تقی‌آباد                    | ۳                    | ۰              | ۰            | ۱۵                  | ۰                   |
| تقی‌آباد پویه               | بخشی نامعلوم در شهرستان شاهرود | تقی‌آباد پویه               | ۱                    | ۰              | ۰            | ۶                   | ۰                   |
| تلخاب                      | بخشی نامعلوم در شهرستان شاهرود | تلخاب                      | ۴٫۵                  | ۰              | ۰            | ۸                   | ۰                   |
| تلخاب کهنه صالح‌آباد        | بخشی نامعلوم در شهرستان شاهرود | تلخاب کهنه صالح‌آباد        | ۴                    | ۰              | ۰            | ۰                   | ۰                   |
| تنوره                      | بخشی نامعلوم در شهرستان شاهرود | تنوره                      | ۱                    | ۰              | ۰            | ۵                   | ۰                   |
| توازنردین                  | بخشی نامعلوم در شهرستان شاهرود | توازنردین                  | ۳                    | ۰              | ۰            | ۱۸                  | ۰                   |
| توچال                      | بخشی نامعلوم در شهرستان شاهرود | توچال                      | ۰٫۸۹۹۹۹۹۹۷۶۱۵۸۱۴۲    | ۰              | ۰            | ۷                   | ۰                   |
| توچال پائین                | بخشی نامعلوم در شهرستان شاهرود | توچال پائین                | ۰٫۸۹۹۹۹۹۹۷۶۱۵۸۱۴۲    | ۰              | ۰            | ۸                   | ۰                   |
| جعفرآباد                   | بخشی نامعلوم در شهرستان شاهرود | جعفرآباد                   | ۰٫۸۰۰۰۰۰۰۱۱۹۲۰۹۲۹    | ۰              | ۰            | ۳                   | ۰                   |
| جمال                       | بخشی نامعلوم در شهرستان شاهرود | جمال                       | ۰٫۳۰۰۰۰۰۰۱۱۹۲۰۹۲۹    | ۰              | ۰            | ۵                   | ۰                   |
| جندی ارمیان                | بخشی نامعلوم در شهرستان شاهرود | جندی ارمیان                | ۰٫۵                  | ۰              | ۰            | ۳                   | ۰                   |
| جهان‌آباد                   | بخشی نامعلوم در شهرستان شاهرود | جهان‌آباد                   | ۳                    | ۰              | ۰            | ۱۲                  | ۰                   |
| جودانه                     | بخشی نامعلوم در شهرستان شاهرود | جودانه                     | ۲                    | ۰              | ۰            | ۱۰                  | ۰                   |
| جوزک                       | بخشی نامعلوم در شهرستان شاهرود | جوزک                       | ۰٫۵                  | ۰              | ۰            | ۲                   | ۰                   |
| جوزین                      | بخشی نامعلوم در شهرستان شاهرود | جوزین                      | ۰٫۱۵۰۰۰۰۰۰۵۹۶۰۴۶۴    | ۰              | ۰            | ۳                   | ۰                   |
| حاج تراب                   | بخشی نامعلوم در شهرستان شاهرود | حاج تراب                   | ۰٫۴۴۹۹۹۹۹۸۸۰۷۹۰۷۱    | ۰              | ۰            | ۰                   | ۰                   |
| حاج خلیل ده خیر            | بخشی نامعلوم در شهرستان شاهرود | حاج خلیل ده خیر            | ۱                    | ۰              | ۰            | ۱٫۵                 | ۰                   |
| حاج عباس رحیمی             | بخشی نامعلوم در شهرستان شاهرود | حاج عباس رحیمی             | ۰٫۳۰۰۰۰۰۰۱۱۹۲۰۹۲۹    | ۰              | ۰            | ۱٫۵                 | ۰                   |
| حاج علی اصغر               | بخشی نامعلوم در شهرستان شاهرود | حاج علی اصغر               | ۴                    | ۰              | ۰            | ۸                   | ۰                   |
| حاج میرعلی                 | بخشی نامعلوم در شهرستان شاهرود | حاج میرعلی                 | ۰٫۱۰۰۰۰۰۰۰۱۴۹۰۱۱۶    | ۰              | ۰            | ۱                   | ۰                   |
| حافظ سطوره                 | بخشی نامعلوم در شهرستان شاهرود | حافظ سطوره                 | ۰٫۶۹۹۹۹۹۹۸۸۰۷۹۰۷۱    | ۰              | ۰            | ۱                   | ۰                   |
| حجاج                       | بخشی نامعلوم در شهرستان شاهرود | حجاج                       | ۱٫۳۹۹۹۹۹۹۷۶۱۵۸۱۴     | ۰              | ۰            | ۳                   | ۰                   |
| حسن عیسی                   | بخشی نامعلوم در شهرستان شاهرود | حسن عیسی                   | ۱٫۹۹۹۹۹۹۹۵۵۲۹۶۵۲E-۰۲ | ۰              | ۰            | ۲                   | ۰                   |
| حسینیه                     | بخشی نامعلوم در شهرستان شاهرود | حسینیه                     | ۶                    | ۰              | ۰            | ۲۰                  | ۰                   |
| حسین‌آباد                   | بخشی نامعلوم در شهرستان شاهرود | حسین‌آباد                   | ۴                    | ۰              | ۰            | ۱                   | ۰                   |
| حسین‌آباد                   | بخشی نامعلوم در شهرستان شاهرود | حسین‌آباد                   | ۳                    | ۰              | ۰            | ۶                   | ۰                   |
| حسین‌آباد                   | بخشی نامعلوم در شهرستان شاهرود | حسین‌آباد                   | ۳                    | ۰              | ۰            | ۱۲                  | ۰                   |
| حسین‌آباد                   | بخشی نامعلوم در شهرستان شاهرود | حسین‌آباد                   | ۰٫۶۰۰۰۰۰۰۲۳۸۴۱۸۵۸    | ۰              | ۰            | ۷                   | ۰                   |
| حسین‌آباد                   | بخشی نامعلوم در شهرستان شاهرود | حسین‌آباد                   | ۱٫۵                  | ۰              | ۰            | ۱۲                  | ۰                   |
| حسین‌آباد                   | بخشی نامعلوم در شهرستان شاهرود | حسین‌آباد                   | ۰٫۵                  | ۰              | ۰            | ۴                   | ۰                   |
| حسین‌آباد                   | بخشی نامعلوم در شهرستان شاهرود | حسین‌آباد                   | ۰٫۸۹۹۹۹۹۹۷۶۱۵۸۱۴۲    | ۰              | ۰            | ۲                   | ۰                   |
| حسین‌آباد                   | بخشی نامعلوم در شهرستان شاهرود | حسین‌آباد                   | ۰٫۶۹۹۹۹۹۹۸۸۰۷۹۰۷۱    | ۰              | ۰            | ۳                   | ۰                   |
| حسین‌آباد زنده              | بخشی نامعلوم در شهرستان شاهرود | حسین‌آباد زنده              | ۴                    | ۰              | ۰            | ۲                   | ۰                   |
| حصار پائین ابوالحسنی       | بخشی نامعلوم در شهرستان شاهرود | حصار پائین ابوالحسنی       | ۱٫۲۰۰۰۰۰۰۴۷۶۸۳۷۲     | ۰              | ۰            | ۰                   | ۰                   |
| حصارابوالحسنی              | بخشی نامعلوم در شهرستان شاهرود | حصارابوالحسنی              | ۱٫۵                  | ۰              | ۰            | ۰                   | ۰                   |
| حیدرآباد                   | بخشی نامعلوم در شهرستان شاهرود | حیدرآباد                   | ۰٫۵                  | ۰              | ۰            | ۸                   | ۰                   |
| خانخودی                    | بخشی نامعلوم در شهرستان شاهرود | خانخودی                    | ۰٫۶۰۰۰۰۰۰۲۳۸۴۱۸۵۸    | ۰              | ۰            | ۱۷                  | ۰                   |
| خرابیان مجن                | بخشی نامعلوم در شهرستان شاهرود | خرابیان مجن                | ۲                    | ۰              | ۰            | ۳۰                  | ۰                   |
| خردی                       | بخشی نامعلوم در شهرستان شاهرود | خردی                       | ۰٫۱۸۰۰۰۰۰۰۷۱۵۲۵۵۷    | ۰              | ۰            | ۴                   | ۰                   |
| خرقیران                    | بخشی نامعلوم در شهرستان شاهرود | خرقیران                    | ۰٫۵                  | ۰              | ۰            | ۲                   | ۰                   |
| خرم پشته                   | بخشی نامعلوم در شهرستان شاهرود | خرم پشته                   | ۰٫۶۰۰۰۰۰۰۲۳۸۴۱۸۵۸    | ۰              | ۰            | ۳                   | ۰                   |
| خرم‌آباد                    | بخشی نامعلوم در شهرستان شاهرود | خرم‌آباد                    | ۰٫۵                  | ۰              | ۰            | ۸                   | ۰                   |
| خشکه اولنگ تاش             | بخشی نامعلوم در شهرستان شاهرود | خشکه اولنگ تاش             | ۰٫۵                  | ۰              | ۰            | ۳                   | ۰                   |
| خیرآباد                    | بخشی نامعلوم در شهرستان شاهرود | خیرآباد                    | ۱٫۵                  | ۰              | ۰            | ۲                   | ۰                   |
| خیرآباد                    | بخشی نامعلوم در شهرستان شاهرود | خیرآباد                    | ۲٫۴۰۰۰۰۰۰۹۵۳۶۷۴۳     | ۰              | ۰            | ۸                   | ۰                   |
| خیرآباد                    | بخشی نامعلوم در شهرستان شاهرود | خیرآباد                    | ۳                    | ۰              | ۰            | ۱۲                  | ۰                   |
| داخل عبدل                  | بخشی نامعلوم در شهرستان شاهرود | داخل عبدل                  | ۹٫۹۹۹۹۹۹۷۷۶۴۸۲۵۸E-۰۳ | ۰              | ۰            | ۱                   | ۰                   |
| درازاب                     | بخشی نامعلوم در شهرستان شاهرود | درازاب                     | ۰٫۳۰۰۰۰۰۰۱۱۹۲۰۹۲۹    | ۰              | ۰            | ۳                   | ۰                   |
| درانی بیارجمند             | بخشی نامعلوم در شهرستان شاهرود | درانی بیارجمند             | ۶                    | ۰              | ۰            | ۳۵                  | ۰                   |
| درب آهنگ                   | بخشی نامعلوم در شهرستان شاهرود | درب آهنگ                   | ۵                    | ۰              | ۰            | ۰                   | ۰                   |
| درخت بید                   | بخشی نامعلوم در شهرستان شاهرود | درخت بید                   | ۰٫۶۰۰۰۰۰۰۲۳۸۴۱۸۵۸    | ۰              | ۰            | ۲                   | ۰                   |
| درشن قلو                   | بخشی نامعلوم در شهرستان شاهرود | درشن قلو                   | ۱٫۵                  | ۰              | ۰            | ۲۰                  | ۰                   |
| دره دائی                   | بخشی نامعلوم در شهرستان شاهرود | دره دائی                   | ۰٫۱۸۰۰۰۰۰۰۷۱۵۲۵۵۷    | ۰              | ۰            | ۵                   | ۰                   |
| درویش                      | بخشی نامعلوم در شهرستان شاهرود | درویش                      | ۰٫۶۹۹۹۹۹۹۸۸۰۷۹۰۷۱    | ۰              | ۰            | ۰٫۵                 | ۰                   |
| دزیان                      | بخشی نامعلوم در شهرستان شاهرود | دزیان                      | ۰٫۱۰۰۰۰۰۰۰۱۴۹۰۱۱۶    | ۰              | ۰            | ۱                   | ۰                   |
| دستی نرین                  | بخشی نامعلوم در شهرستان شاهرود | دستی نرین                  | ۰٫۶۹۹۹۹۹۹۸۸۰۷۹۰۷۱    | ۰              | ۰            | ۲۵                  | ۰                   |
| دشت                        | بخشی نامعلوم در شهرستان شاهرود | دشت                        | ۲                    | ۰              | ۰            | ۱٫۵                 | ۰                   |
| دلبر                       | بخشی نامعلوم در شهرستان شاهرود | دلبر                       | ۰٫۵                  | ۰              | ۰            | ۷                   | ۰                   |
| ده جیلان                   | بخشی نامعلوم در شهرستان شاهرود | ده جیلان                   | ۳٫۵                  | ۰              | ۰            | ۱                   | ۰                   |
| دهانه                      | بخشی نامعلوم در شهرستان شاهرود | دهانه                      | ۰٫۶۹۹۹۹۹۹۸۸۰۷۹۰۷۱    | ۰              | ۰            | ۰                   | ۰                   |
| دهملا                      | بخشی نامعلوم در شهرستان شاهرود | دهملا                      | ۰٫۸۰۰۰۰۰۰۱۱۹۲۰۹۲۹    | ۰              | ۰            | ۱۸                  | ۰                   |
| دولت‌آباد دشت مجن           | بخشی نامعلوم در شهرستان شاهرود | دولت‌آباد دشت مجن           | ۳                    | ۰              | ۰            | ۱۲۰                 | ۰                   |
| دوچیله ابراهیم‌آباد         | بخشی نامعلوم در شهرستان شاهرود | دوچیله ابراهیم‌آباد         | ۱                    | ۰              | ۰            | ۱                   | ۰                   |
| دوچیله ابراهیم‌آباد دخترگیر | بخشی نامعلوم در شهرستان شاهرود | دوچیله ابراهیم‌آباد دخترگیر | ۱٫۱۰۰۰۰۰۰۲۳۸۴۱۸۶     | ۰              | ۰            | ۰٫۵                 | ۰                   |
| رازگندم                    | بخشی نامعلوم در شهرستان شاهرود | رازگندم                    | ۱٫۹۹۹۹۹۹۹۵۵۲۹۶۵۲E-۰۲ | ۰              | ۰            | ۱                   | ۰                   |
| رباط زنگ                   | بخشی نامعلوم در شهرستان شاهرود | رباط زنگ                   | ۱٫۲۹۹۹۹۹۹۵۲۳۱۶۲۸     | ۰              | ۰            | ۷                   | ۰                   |
| رجب‌آباد کلاهمو             | بخشی نامعلوم در شهرستان شاهرود | رجب‌آباد کلاهمو             | ۲                    | ۰              | ۰            | ۵                   | ۰                   |
| رحمت‌آباد                   | بخشی نامعلوم در شهرستان شاهرود | رحمت‌آباد                   | ۰٫۸۰۰۰۰۰۰۱۱۹۲۰۹۲۹    | ۰              | ۰            | ۸                   | ۰                   |
| رحیم‌آباد                   | بخشی نامعلوم در شهرستان شاهرود | رحیم‌آباد                   | ۰٫۶۰۰۰۰۰۰۲۳۸۴۱۸۵۸    | ۰              | ۰            | ۴                   | ۰                   |
| رحیم‌آباد                   | بخشی نامعلوم در شهرستان شاهرود | رحیم‌آباد                   | ۱٫۲۹۹۹۹۹۹۵۲۳۱۶۲۸     | ۰              | ۰            | ۶                   | ۰                   |
| رزه                        | بخشی نامعلوم در شهرستان شاهرود | رزه                        | ۱٫۵                  | ۰              | ۰            | ۸                   | ۰                   |
| رمضان لاری                 | بخشی نامعلوم در شهرستان شاهرود | رمضان لاری                 | ۰                    | ۰              | ۰            | ۰                   | ۰                   |
| روان‌آباد                   | بخشی نامعلوم در شهرستان شاهرود | روان‌آباد                   | ۲                    | ۰              | ۰            | ۴                   | ۰                   |
| رودبار فرومد               | بخشی نامعلوم در شهرستان شاهرود | رودبار فرومد               | ۴                    | ۰              | ۰            | ۲۸                  | ۰                   |
| ری‌آباد                     | بخشی نامعلوم در شهرستان شاهرود | ری‌آباد                     | ۳                    | ۰              | ۰            | ۸                   | ۰                   |
| زرخت صالح‌آباد              | بخشی نامعلوم در شهرستان شاهرود | زرخت صالح‌آباد              | ۱٫۱۰۰۰۰۰۰۲۳۸۴۱۸۶     | ۰              | ۰            | ۳                   | ۰                   |
| زردیبه                     | بخشی نامعلوم در شهرستان شاهرود | زردیبه                     | ۲٫۵                  | ۰              | ۰            | ۳۰                  | ۰                   |
| زمان‌آباد                   | بخشی نامعلوم در شهرستان شاهرود | زمان‌آباد                   | ۲٫۵                  | ۰              | ۰            | ۵                   | ۰                   |
| زیدر                       | بخشی نامعلوم در شهرستان شاهرود | زیدر                       | ۶                    | ۰              | ۰            | ۴۰                  | ۰                   |
| زیدر                       | بخشی نامعلوم در شهرستان شاهرود | زیدر                       | ۱٫۷۹۹۹۹۹۹۵۲۳۱۶۲۸     | ۰              | ۰            | ۰                   | ۰                   |
| زیور                       | بخشی نامعلوم در شهرستان شاهرود | زیور                       | ۰٫۵                  | ۰              | ۰            | ۳                   | ۰                   |
| سادات سفلی                 | بخشی نامعلوم در شهرستان شاهرود | سادات سفلی                 | ۱٫۵                  | ۰              | ۰            | ۶                   | ۰                   |
| سادات علیا                 | بخشی نامعلوم در شهرستان شاهرود | سادات علیا                 | ۱٫۲۹۹۹۹۹۹۵۲۳۱۶۲۸     | ۰              | ۰            | ۴                   | ۰                   |
| سالاران                    | بخشی نامعلوم در شهرستان شاهرود | سالاران                    | ۰٫۶۰۰۰۰۰۰۲۳۸۴۱۸۵۸    | ۰              | ۰            | ۰٫۵                 | ۰                   |
| سبز                        | بخشی نامعلوم در شهرستان شاهرود | سبز                        | ۰                    | ۰              | ۰            | ۰                   | ۰                   |
| سرخ چاه                    | بخشی نامعلوم در شهرستان شاهرود | سرخ چاه                    | ۱٫۵                  | ۰              | ۰            | ۱                   | ۰                   |
| سرخه سرتخت                 | بخشی نامعلوم در شهرستان شاهرود | سرخه سرتخت                 | ۰٫۵                  | ۰              | ۰            | ۵                   | ۰                   |
| سرداب گیور                 | بخشی نامعلوم در شهرستان شاهرود | سرداب گیور                 | ۰٫۳۰۰۰۰۰۰۱۱۹۲۰۹۲۹    | ۰              | ۰            | ۴                   | ۰                   |
| سرنو                       | بخشی نامعلوم در شهرستان شاهرود | سرنو                       | ۱٫۲۰۰۰۰۰۰۴۷۶۸۳۷۲     | ۰              | ۰            | ۲                   | ۰                   |
| سرچشمه ابر                 | بخشی نامعلوم در شهرستان شاهرود | سرچشمه ابر                 | ۰٫۲۰۰۰۰۰۰۰۲۹۸۰۲۳۲    | ۰              | ۰            | ۱                   | ۰                   |
| سرچمن قهج                  | بخشی نامعلوم در شهرستان شاهرود | سرچمن قهج                  | ۱٫۷۰۰۰۰۰۰۴۷۶۸۳۷۲     | ۰              | ۰            | ۴                   | ۰                   |
| سطوره                      | بخشی نامعلوم در شهرستان شاهرود | سطوره                      | ۳                    | ۰              | ۰            | ۰                   | ۰                   |
| سعدآباد                    | بخشی نامعلوم در شهرستان شاهرود | سعدآباد                    | ۳                    | ۰              | ۰            | ۳                   | ۰                   |
| سعدآباد                    | بخشی نامعلوم در شهرستان شاهرود | سعدآباد                    | ۲                    | ۰              | ۰            | ۱۵                  | ۰                   |
| سفیدکمر پائین              | بخشی نامعلوم در شهرستان شاهرود | سفیدکمر پائین              | ۱٫۲۰۰۰۰۰۰۴۷۶۸۳۷۲     | ۰              | ۰            | ۲                   | ۰                   |
| سفیدکمربالا                | بخشی نامعلوم در شهرستان شاهرود | سفیدکمربالا                | ۰٫۳۴۹۹۹۹۹۹۴۰۳۹۵۳۶    | ۰              | ۰            | ۲                   | ۰                   |
| سلطان                      | بخشی نامعلوم در شهرستان شاهرود | سلطان                      | ۰٫۳۰۰۰۰۰۰۱۱۹۲۰۹۲۹    | ۰              | ۰            | ۴                   | ۰                   |
| سلطان‌آباد                  | بخشی نامعلوم در شهرستان شاهرود | سلطان‌آباد                  | ۵٫۰۰۰۰۰۰۰۷۴۵۰۵۸۱E-۰۲ | ۰              | ۰            | ۴                   | ۰                   |
| سلمرود بالا                | بخشی نامعلوم در شهرستان شاهرود | سلمرود بالا                | ۰٫۵                  | ۰              | ۰            | ۳                   | ۰                   |
| سلمرود پائین               | بخشی نامعلوم در شهرستان شاهرود | سلمرود پائین               | ۰٫۳۰۰۰۰۰۰۱۱۹۲۰۹۲۹    | ۰              | ۰            | ۰                   | ۰                   |
| سم اسب                     | بخشی نامعلوم در شهرستان شاهرود | سم اسب                     | ۰٫۳۰۰۰۰۰۰۱۱۹۲۰۹۲۹    | ۰              | ۰            | ۳                   | ۰                   |
| سنجدی                      | بخشی نامعلوم در شهرستان شاهرود | سنجدی                      | ۰٫۲۰۰۰۰۰۰۰۲۹۸۰۲۳۲    | ۰              | ۰            | ۲                   | ۰                   |
| سندار                      | بخشی نامعلوم در شهرستان شاهرود | سندار                      | ۲٫۹۹۹۹۹۹۹۳۲۹۴۴۷۷E-۰۲ | ۰              | ۰            | ۰                   | ۰                   |
| سنقرو                      | بخشی نامعلوم در شهرستان شاهرود | سنقرو                      | ۰٫۶۹۹۹۹۹۹۸۸۰۷۹۰۷۱    | ۰              | ۰            | ۳                   | ۰                   |
| سنگاب                      | بخشی نامعلوم در شهرستان شاهرود | سنگاب                      | ۱٫۴۹۹۹۹۹۹۶۶۴۷۲۳۹E-۰۲ | ۰              | ۰            | ۲                   | ۰                   |
| سنگی                       | بخشی نامعلوم در شهرستان شاهرود | سنگی                       | ۰٫۲۰۰۰۰۰۰۰۲۹۸۰۲۳۲    | ۰              | ۰            | ۲                   | ۰                   |
| سنگ‌آباد                    | بخشی نامعلوم در شهرستان شاهرود | سنگ‌آباد                    | ۱٫۵                  | ۰              | ۰            | ۲                   | ۰                   |
| سهل                        | بخشی نامعلوم در شهرستان شاهرود | سهل                        | ۰٫۲۰۰۰۰۰۰۰۲۹۸۰۲۳۲    | ۰              | ۰            | ۲                   | ۰                   |
| سوخته در                   | بخشی نامعلوم در شهرستان شاهرود | سوخته در                   | ۵٫۰۰۰۰۰۰۰۷۴۵۰۵۸۱E-۰۲ | ۰              | ۰            | ۲                   | ۰                   |
| سوری                       | بخشی نامعلوم در شهرستان شاهرود | سوری                       | ۳                    | ۰              | ۰            | ۴۰                  | ۰                   |
| سکان                       | بخشی نامعلوم در شهرستان شاهرود | سکان                       | ۱٫۲۰۰۰۰۰۰۴۷۶۸۳۷۲     | ۰              | ۰            | ۶                   | ۰                   |
| سیاه                       | بخشی نامعلوم در شهرستان شاهرود | سیاه                       | ۶                    | ۰              | ۰            | ۲۰                  | ۰                   |
| سید                        | بخشی نامعلوم در شهرستان شاهرود | سید                        | ۰٫۱۵۰۰۰۰۰۰۵۹۶۰۴۶۴    | ۰              | ۰            | ۱                   | ۰                   |
| سیدآباد                    | بخشی نامعلوم در شهرستان شاهرود | سیدآباد                    | ۲٫۵                  | ۰              | ۰            | ۱۲                  | ۰                   |
| سینه ریگ                   | بخشی نامعلوم در شهرستان شاهرود | سینه ریگ                   | ۲٫۹۹۹۹۹۹۹۳۲۹۴۴۷۷E-۰۲ | ۰              | ۰            | ۱                   | ۰                   |
| شاه اولیا                  | بخشی نامعلوم در شهرستان شاهرود | شاه اولیا                  | ۱٫۹۹۹۹۹۹۹۵۵۲۹۶۵۲E-۰۲ | ۰              | ۰            | ۴                   | ۰                   |
| شهرستان                    | بخشی نامعلوم در شهرستان شاهرود | شهرستان                    | ۲                    | ۰              | ۰            | ۶                   | ۰                   |
| شهرنوپویه                  | بخشی نامعلوم در شهرستان شاهرود | شهرنوپویه                  | ۱                    | ۰              | ۰            | ۵                   | ۰                   |
| شوراب                      | بخشی نامعلوم در شهرستان شاهرود | شوراب                      | ۰٫۳۰۰۰۰۰۰۱۱۹۲۰۹۲۹    | ۰              | ۰            | ۱                   | ۰                   |
| شوراب                      | بخشی نامعلوم در شهرستان شاهرود | شوراب                      | ۲                    | ۰              | ۰            | ۶                   | ۰                   |
| شوراب                      | بخشی نامعلوم در شهرستان شاهرود | شوراب                      | ۰٫۵                  | ۰              | ۰            | ۰                   | ۰                   |
| شورمزه                     | بخشی نامعلوم در شهرستان شاهرود | شورمزه                     | ۱                    | ۰              | ۰            | ۲۰                  | ۰                   |
| شیخ خانخودی                | بخشی نامعلوم در شهرستان شاهرود | شیخ خانخودی                | ۰٫۳۰۰۰۰۰۰۱۱۹۲۰۹۲۹    | ۰              | ۰            | ۱٫۵                 | ۰                   |
| شیخ شبان                   | بخشی نامعلوم در شهرستان شاهرود | شیخ شبان                   | ۰٫۳۰۰۰۰۰۰۱۱۹۲۰۹۲۹    | ۰              | ۰            | ۱٫۵                 | ۰                   |
| شیراعشقوان                 | بخشی نامعلوم در شهرستان شاهرود | شیراعشقوان                 | ۰٫۲۵                 | ۰              | ۰            | ۴                   | ۰                   |
| صادق خانی بسطام            | بخشی نامعلوم در شهرستان شاهرود | صادق خانی بسطام            | ۶                    | ۰              | ۰            | ۸۰                  | ۰                   |
| صادق‌آباد                   | بخشی نامعلوم در شهرستان شاهرود | صادق‌آباد                   | ۵٫۰۰۰۰۰۰۰۷۴۵۰۵۸۱E-۰۲ | ۰              | ۰            | ۳                   | ۰                   |
| صالح‌آباد                   | بخشی نامعلوم در شهرستان شاهرود | صالح‌آباد                   | ۱٫۲۹۹۹۹۹۹۵۲۳۱۶۲۸     | ۰              | ۰            | ۲٫۵                 | ۰                   |
| صالح‌آباد                   | بخشی نامعلوم در شهرستان شاهرود | صالح‌آباد                   | ۱٫۵                  | ۰              | ۰            | ۰                   | ۰                   |
| طالع زاری                  | بخشی نامعلوم در شهرستان شاهرود | طالع زاری                  | ۱٫۲۰۰۰۰۰۰۴۷۶۸۳۷۲     | ۰              | ۰            | ۲                   | ۰                   |
| طرود                       | بخشی نامعلوم در شهرستان شاهرود | طرود                       | ۱۲                   | ۰              | ۰            | ۱۲۰                 | ۰                   |
| عباس عزیزی                 | بخشی نامعلوم در شهرستان شاهرود | عباس عزیزی                 | ۰٫۵                  | ۰              | ۰            | ۰                   | ۰                   |
| عباس‌آباد                   | بخشی نامعلوم در شهرستان شاهرود | عباس‌آباد                   | ۰٫۵                  | ۰              | ۰            | ۵                   | ۰                   |
| عباس‌آباد                   | بخشی نامعلوم در شهرستان شاهرود | عباس‌آباد                   | ۲                    | ۰              | ۰            | ۲                   | ۰                   |
| عبدالجواد                  | بخشی نامعلوم در شهرستان شاهرود | عبدالجواد                  | ۱٫۵                  | ۰              | ۰            | ۶                   | ۰                   |
| عبدالله                    | بخشی نامعلوم در شهرستان شاهرود | عبدالله                    | ۰٫۱۰۰۰۰۰۰۰۱۴۹۰۱۱۶    | ۰              | ۰            | ۶                   | ۰                   |
| عبدالکریم                  | بخشی نامعلوم در شهرستان شاهرود | عبدالکریم                  | ۱٫۲۰۰۰۰۰۰۴۷۶۸۳۷۲     | ۰              | ۰            | ۰                   | ۰                   |
| عبدل                       | بخشی نامعلوم در شهرستان شاهرود | عبدل                       | ۳٫۹۹۹۹۹۹۹۱۰۵۹۳۰۳E-۰۲ | ۰              | ۰            | ۳                   | ۰                   |
| عبدل‌آباد                   | بخشی نامعلوم در شهرستان شاهرود | عبدل‌آباد                   | ۰٫۱۰۰۰۰۰۰۰۱۴۹۰۱۱۶    | ۰              | ۰            | ۳                   | ۰                   |
| عبدل‌آباد                   | بخشی نامعلوم در شهرستان شاهرود | عبدل‌آباد                   | ۰٫۸۹۹۹۹۹۹۷۶۱۵۸۱۴۲    | ۰              | ۰            | ۶                   | ۰                   |
| عربی بالا                  | بخشی نامعلوم در شهرستان شاهرود | عربی بالا                  | ۰٫۸۰۰۰۰۰۰۱۱۹۲۰۹۲۹    | ۰              | ۰            | ۰                   | ۰                   |
| عزیز‌آباد                   | بخشی نامعلوم در شهرستان شاهرود | عزیز‌آباد                   | ۰٫۳۴۹۹۹۹۹۹۴۰۳۹۵۳۶    | ۰              | ۰            | ۰                   | ۰                   |
| علوی                       | بخشی نامعلوم در شهرستان شاهرود | علوی                       | ۱٫۵                  | ۰              | ۰            | ۲                   | ۰                   |
| علی عباس                   | بخشی نامعلوم در شهرستان شاهرود | علی عباس                   | ۰٫۳۰۰۰۰۰۰۱۱۹۲۰۹۲۹    | ۰              | ۰            | ۲                   | ۰                   |
| علیخان                     | بخشی نامعلوم در شهرستان شاهرود | علیخان                     | ۱٫۲۰۰۰۰۰۰۴۷۶۸۳۷۲     | ۰              | ۰            | ۴                   | ۰                   |
| علی‌آباد                    | بخشی نامعلوم در شهرستان شاهرود | علی‌آباد                    | ۰٫۸۰۰۰۰۰۰۱۱۹۲۰۹۲۹    | ۰              | ۰            | ۱۰                  | ۰                   |
| علی‌آباد                    | بخشی نامعلوم در شهرستان شاهرود | علی‌آباد                    | ۰٫۸۹۹۹۹۹۹۷۶۱۵۸۱۴۲    | ۰              | ۰            | ۰٫۵                 | ۰                   |
| علی‌آباد                    | بخشی نامعلوم در شهرستان شاهرود | علی‌آباد                    | ۴                    | ۰              | ۰            | ۱۰                  | ۰                   |
| علی‌آباد صالح‌آباد           | بخشی نامعلوم در شهرستان شاهرود | علی‌آباد صالح‌آباد           | ۰٫۵                  | ۰              | ۰            | ۳                   | ۰                   |
| علی‌آباد منجی               | بخشی نامعلوم در شهرستان شاهرود | علی‌آباد منجی               | ۰                    | ۰              | ۰            | ۲                   | ۰                   |
| عنابو                      | بخشی نامعلوم در شهرستان شاهرود | عنابو                      | ۰٫۳۰۰۰۰۰۰۱۱۹۲۰۹۲۹    | ۰              | ۰            | ۵                   | ۰                   |
| عیش‌آباد                    | بخشی نامعلوم در شهرستان شاهرود | عیش‌آباد                    | ۱٫۵                  | ۰              | ۰            | ۱                   | ۰                   |
| غلامحسین نوروزی            | بخشی نامعلوم در شهرستان شاهرود | غلامحسین نوروزی            | ۱٫۹۹۹۹۹۹۹۵۵۲۹۶۵۲E-۰۲ | ۰              | ۰            | ۰                   | ۰                   |
| غلام‌آباد                   | بخشی نامعلوم در شهرستان شاهرود | غلام‌آباد                   | ۰٫۱۵۰۰۰۰۰۰۵۹۶۰۴۶۴    | ۰              | ۰            | ۰                   | ۰                   |
| فتح‌آباد                    | بخشی نامعلوم در شهرستان شاهرود | فتح‌آباد                    | ۱٫۳۹۹۹۹۹۹۷۶۱۵۸۱۴     | ۰              | ۰            | ۰                   | ۰                   |
| فرهنگ                      | بخشی نامعلوم در شهرستان شاهرود | فرهنگ                      | ۲                    | ۰              | ۰            | ۸                   | ۰                   |
| فریدر                      | بخشی نامعلوم در شهرستان شاهرود | فریدر                      | ۰٫۵                  | ۰              | ۰            | ۵                   | ۰                   |
| فرینو پائین                | بخشی نامعلوم در شهرستان شاهرود | فرینو پائین                | ۰٫۴۴۹۹۹۹۹۸۸۰۷۹۰۷۱    | ۰              | ۰            | ۲                   | ۰                   |
| فرینوبالا                  | بخشی نامعلوم در شهرستان شاهرود | فرینوبالا                  | ۰٫۳۴۹۹۹۹۹۹۴۰۳۹۵۳۶    | ۰              | ۰            | ۲                   | ۰                   |
| فیروز‌آباد سفلی             | بخشی نامعلوم در شهرستان شاهرود | فیروز‌آباد سفلی             | ۰                    | ۰              | ۰            | ۰                   | ۰                   |
| فیروز‌آباد علیا             | بخشی نامعلوم در شهرستان شاهرود | فیروز‌آباد علیا             | ۶                    | ۰              | ۰            | ۲۴                  | ۰                   |
| قاسمی                      | بخشی نامعلوم در شهرستان شاهرود | قاسمی                      | ۰                    | ۰              | ۰            | ۰                   | ۰                   |
| قاسم‌آباد                   | بخشی نامعلوم در شهرستان شاهرود | قاسم‌آباد                   | ۰٫۶۹۹۹۹۹۹۸۸۰۷۹۰۷۱    | ۰              | ۰            | ۲                   | ۰                   |
| قدس                        | بخشی نامعلوم در شهرستان شاهرود | قدس                        | ۱٫۵                  | ۰              | ۰            | ۵                   | ۰                   |
| قلعه بالا                  | بخشی نامعلوم در شهرستان شاهرود | قلعه بالا                  | ۰٫۵                  | ۰              | ۰            | ۱۵                  | ۰                   |
| قلعه سراوی                 | بخشی نامعلوم در شهرستان شاهرود | قلعه سراوی                 | ۰٫۵                  | ۰              | ۰            | ۳                   | ۰                   |
| قلی                        | بخشی نامعلوم در شهرستان شاهرود | قلی                        | ۴                    | ۰              | ۰            | ۴۰                  | ۰                   |
| قنبرعلی                    | بخشی نامعلوم در شهرستان شاهرود | قنبرعلی                    | ۰٫۱۰۰۰۰۰۰۰۱۴۹۰۱۱۶    | ۰              | ۰            | ۱                   | ۰                   |
| قهج                        | بخشی نامعلوم در شهرستان شاهرود | قهج                        | ۱٫۵                  | ۰              | ۰            | ۵                   | ۰                   |
| لجنه                       | بخشی نامعلوم در شهرستان شاهرود | لجنه                       | ۰٫۸۵۰۰۰۰۰۲۳۸۴۱۸۵۸    | ۰              | ۰            | ۲٫۵                 | ۰                   |
| لنگ کوک                    | بخشی نامعلوم در شهرستان شاهرود | لنگ کوک                    | ۰٫۶۰۰۰۰۰۰۲۳۸۴۱۸۵۸    | ۰              | ۰            | ۱٫۵                 | ۰                   |
| مجن                        | بخشی نامعلوم در شهرستان شاهرود | مجن                        | ۲۵                   | ۰              | ۰            | ۲۵۰                 | ۰                   |
| محراب خانی گرگان           | بخشی نامعلوم در شهرستان شاهرود | محراب خانی گرگان           | ۴٫۵                  | ۰              | ۰            | ۲۰                  | ۰                   |
| محسن‌آباد                   | بخشی نامعلوم در شهرستان شاهرود | محسن‌آباد                   | ۰٫۶۰۰۰۰۰۰۲۳۸۴۱۸۵۸    | ۰              | ۰            | ۰                   | ۰                   |
| محمد ابراهیم تقی           | بخشی نامعلوم در شهرستان شاهرود | محمد ابراهیم تقی           | ۵٫۰۰۰۰۰۰۰۷۴۵۰۵۸۱E-۰۲ | ۰              | ۰            | ۱                   | ۰                   |
| محمد بیگ                   | بخشی نامعلوم در شهرستان شاهرود | محمد بیگ                   | ۰٫۳۰۰۰۰۰۰۱۱۹۲۰۹۲۹    | ۰              | ۰            | ۲                   | ۰                   |
| محمد جعفر                  | بخشی نامعلوم در شهرستان شاهرود | محمد جعفر                  | ۰٫۲۰۰۰۰۰۰۰۲۹۸۰۲۳۲    | ۰              | ۰            | ۱                   | ۰                   |
| محمد علی بیک               | بخشی نامعلوم در شهرستان شاهرود | محمد علی بیک               | ۱٫۵                  | ۰              | ۰            | ۰                   | ۰                   |
| محمد منصوری                | بخشی نامعلوم در شهرستان شاهرود | محمد منصوری                | ۰٫۱۵۰۰۰۰۰۰۵۹۶۰۴۶۴    | ۰              | ۰            | ۱                   | ۰                   |
| محمدآباد                   | بخشی نامعلوم در شهرستان شاهرود | محمدآباد                   | ۰٫۵                  | ۰              | ۰            | ۲                   | ۰                   |
| محمدآباد                   | بخشی نامعلوم در شهرستان شاهرود | محمدآباد                   | ۰٫۶۹۹۹۹۹۹۸۸۰۷۹۰۷۱    | ۰              | ۰            | ۰                   | ۰                   |
| محمدآباد                   | بخشی نامعلوم در شهرستان شاهرود | محمدآباد                   | ۳٫۵                  | ۰              | ۰            | ۲۰                  | ۰                   |
| محمدآباد                   | بخشی نامعلوم در شهرستان شاهرود | محمدآباد                   | ۳                    | ۰              | ۰            | ۸                   | ۰                   |
| محمدعلی عرب                | بخشی نامعلوم در شهرستان شاهرود | محمدعلی عرب                | ۰٫۲۰۰۰۰۰۰۰۲۹۸۰۲۳۲    | ۰              | ۰            | ۱                   | ۰                   |
| مراد                       | بخشی نامعلوم در شهرستان شاهرود | مراد                       | ۱                    | ۰              | ۰            | ۱                   | ۰                   |
| مرنجان                     | بخشی نامعلوم در شهرستان شاهرود | مرنجان                     | ۲٫۴۰۰۰۰۰۰۹۵۳۶۷۴۳     | ۰              | ۰            | ۰                   | ۰                   |
| مزارنمدمال                 | بخشی نامعلوم در شهرستان شاهرود | مزارنمدمال                 | ۲                    | ۰              | ۰            | ۵                   | ۰                   |
| مسیح‌آباد                   | بخشی نامعلوم در شهرستان شاهرود | مسیح‌آباد                   | ۰٫۶۰۰۰۰۰۰۲۳۸۴۱۸۵۸    | ۰              | ۰            | ۸                   | ۰                   |
| مظفر                       | بخشی نامعلوم در شهرستان شاهرود | مظفر                       | ۰٫۵                  | ۰              | ۰            | ۶                   | ۰                   |
| معدن دولتی فرومد           | بخشی نامعلوم در شهرستان شاهرود | معدن دولتی فرومد           | ۰٫۳۴۹۹۹۹۹۹۴۰۳۹۵۳۶    | ۰              | ۰            | ۸                   | ۰                   |
| معدن مس عباس‌آباد           | بخشی نامعلوم در شهرستان شاهرود | معدن مس عباس‌آباد           | ۰٫۱۵۰۰۰۰۰۰۵۹۶۰۴۶۴    | ۰              | ۰            | ۱                   | ۰                   |
| مفتستان                    | بخشی نامعلوم در شهرستان شاهرود | مفتستان                    | ۰٫۵                  | ۰              | ۰            | ۳                   | ۰                   |
| ملا                        | بخشی نامعلوم در شهرستان شاهرود | ملا                        | ۱٫۵                  | ۰              | ۰            | ۴                   | ۰                   |
| ملا قربان                  | بخشی نامعلوم در شهرستان شاهرود | ملا قربان                  | ۰٫۳۰۰۰۰۰۰۱۱۹۲۰۹۲۹    | ۰              | ۰            | ۰                   | ۰                   |
| ملک کلاه سنگی              | بخشی نامعلوم در شهرستان شاهرود | ملک کلاه سنگی              | ۰٫۲۰۰۰۰۰۰۰۲۹۸۰۲۳۲    | ۰              | ۰            | ۱                   | ۰                   |
| منبع آب                    | بخشی نامعلوم در شهرستان شاهرود | منبع آب                    | ۰٫۶۰۰۰۰۰۰۲۳۸۴۱۸۵۸    | ۰              | ۰            | ۲                   | ۰                   |
| مه روشن پویه               | بخشی نامعلوم در شهرستان شاهرود | مه روشن پویه               | ۳                    | ۰              | ۰            | ۱۰                  | ۰                   |
| مهابیا                     | بخشی نامعلوم در شهرستان شاهرود | مهابیا                     | ۰٫۲۰۰۰۰۰۰۰۲۹۸۰۲۳۲    | ۰              | ۰            | ۵                   | ۰                   |
| مهدی‌آباد                   | بخشی نامعلوم در شهرستان شاهرود | مهدی‌آباد                   | ۳                    | ۰              | ۰            | ۴                   | ۰                   |
| مهدی‌آباد                   | بخشی نامعلوم در شهرستان شاهرود | مهدی‌آباد                   | ۲٫۵                  | ۰              | ۰            | ۱٫۵                 | ۰                   |
| مهین‌آباد تقی‌آباد           | بخشی نامعلوم در شهرستان شاهرود | مهین‌آباد تقی‌آباد           | ۱٫۵                  | ۰              | ۰            | ۷                   | ۰                   |
| موسی                       | بخشی نامعلوم در شهرستان شاهرود | موسی                       | ۱                    | ۰              | ۰            | ۳                   | ۰                   |
| موش کلا                    | بخشی نامعلوم در شهرستان شاهرود | موش کلا                    | ۰٫۸۰۰۰۰۰۰۱۱۹۲۰۹۲۹    | ۰              | ۰            | ۱                   | ۰                   |
| مولا احمدی                 | بخشی نامعلوم در شهرستان شاهرود | مولا احمدی                 | ۰٫۳۰۰۰۰۰۰۱۱۹۲۰۹۲۹    | ۰              | ۰            | ۳                   | ۰                   |
| میامی                      | بخشی نامعلوم در شهرستان شاهرود | میامی                      | ۳                    | ۰              | ۰            | ۲۸                  | ۰                   |
| میرزا عبدالله              | بخشی نامعلوم در شهرستان شاهرود | میرزا عبدالله              | ۲٫۵                  | ۰              | ۰            | ۱٫۵                 | ۰                   |
| میرزااحمد ابرسج            | بخشی نامعلوم در شهرستان شاهرود | میرزااحمد ابرسج            | ۱                    | ۰              | ۰            | ۲                   | ۰                   |
| میقان                      | بخشی نامعلوم در شهرستان شاهرود | میقان                      | ۰٫۲۰۰۰۰۰۰۰۲۹۸۰۲۳۲    | ۰              | ۰            | ۳۰                  | ۰                   |
| نارستانه گرماب             | بخشی نامعلوم در شهرستان شاهرود | نارستانه گرماب             | ۰٫۵۵۰۰۰۰۰۱۱۹۲۰۹۲۹    | ۰              | ۰            | ۳                   | ۰                   |
| نجارآباد                   | بخشی نامعلوم در شهرستان شاهرود | نجارآباد                   | ۱                    | ۰              | ۰            | ۰                   | ۰                   |
| نصرتیه                     | بخشی نامعلوم در شهرستان شاهرود | نصرتیه                     | ۱                    | ۰              | ۰            | ۴                   | ۰                   |
| نصیر                       | بخشی نامعلوم در شهرستان شاهرود | نصیر                       | ۳٫۵                  | ۰              | ۰            | ۳۵                  | ۰                   |
| نهر                        | بخشی نامعلوم در شهرستان شاهرود | نهر                        | ۰٫۲۰۰۰۰۰۰۰۲۹۸۰۲۳۲    | ۰              | ۰            | ۶                   | ۰                   |
| نوارمیان                   | بخشی نامعلوم در شهرستان شاهرود | نوارمیان                   | ۳                    | ۰              | ۰            | ۱٫۵                 | ۰                   |
| نوه                        | بخشی نامعلوم در شهرستان شاهرود | نوه                        | ۱٫۳۹۹۹۹۹۹۷۶۱۵۸۱۴     | ۰              | ۰            | ۳                   | ۰                   |
| نوپشتکوه                   | بخشی نامعلوم در شهرستان شاهرود | نوپشتکوه                   | ۰٫۵                  | ۰              | ۰            | ۵                   | ۰                   |
| هردواب                     | بخشی نامعلوم در شهرستان شاهرود | هردواب                     | ۰٫۶۹۹۹۹۹۹۸۸۰۷۹۰۷۱    | ۰              | ۰            | ۸                   | ۰                   |
| همت‌آباد                    | بخشی نامعلوم در شهرستان شاهرود | همت‌آباد                    | ۱                    | ۰              | ۰            | ۱٫۵                 | ۰                   |
| هوژده قلعه بالا            | بخشی نامعلوم در شهرستان شاهرود | هوژده قلعه بالا            | ۰٫۴۰۰۰۰۰۰۰۵۹۶۰۴۶۴    | ۰              | ۰            | ۱                   | ۰                   |
| واجارو                     | بخشی نامعلوم در شهرستان شاهرود | واجارو                     | ۰٫۸۰۰۰۰۰۰۱۱۹۲۰۹۲۹    | ۰              | ۰            | ۰                   | ۰                   |
| وره                        | بخشی نامعلوم در شهرستان شاهرود | وره                        | ۰٫۴۰۰۰۰۰۰۰۵۹۶۰۴۶۴    | ۰              | ۰            | ۳                   | ۰                   |
| وزه                        | بخشی نامعلوم در شهرستان شاهرود | وزه                        | ۲٫۵                  | ۰              | ۰            | ۲۰                  | ۰                   |
| ونرک                       | بخشی نامعلوم در شهرستان شاهرود | ونرک                       | ۰٫۱۵۰۰۰۰۰۰۵۹۶۰۴۶۴    | ۰              | ۰            | ۲                   | ۰                   |
| پاکیان                     | بخشی نامعلوم در شهرستان شاهرود | پاکیان                     | ۲٫۵                  | ۰              | ۰            | ۴                   | ۰                   |
| پردزیان                    | بخشی نامعلوم در شهرستان شاهرود | پردزیان                    | ۰٫۳۰۰۰۰۰۰۱۱۹۲۰۹۲۹    | ۰              | ۰            | ۱٫۵                 | ۰                   |
| پشت کوه کلاته اسد          | بخشی نامعلوم در شهرستان شاهرود | پشت کوه کلاته اسد          | ۱٫۲۰۰۰۰۰۰۴۷۶۸۳۷۲     | ۰              | ۰            | ۴                   | ۰                   |
| پهنستان                    | بخشی نامعلوم در شهرستان شاهرود | پهنستان                    | ۰٫۱۰۰۰۰۰۰۰۱۴۹۰۱۱۶    | ۰              | ۰            | ۶                   | ۰                   |
| پهنواز                     | بخشی نامعلوم در شهرستان شاهرود | پهنواز                     | ۰٫۳۰۰۰۰۰۰۱۱۹۲۰۹۲۹    | ۰              | ۰            | ۱                   | ۰                   |
| پوسیده                     | بخشی نامعلوم در شهرستان شاهرود | پوسیده                     | ۰٫۱۰۰۰۰۰۰۰۱۴۹۰۱۱۶    | ۰              | ۰            | ۰٫۵                 | ۰                   |
| پویه                       | بخشی نامعلوم در شهرستان شاهرود | پویه                       | ۴٫۵                  | ۰              | ۰            | ۱۵                  | ۰                   |
| چال نوروزی                 | بخشی نامعلوم در شهرستان شاهرود | چال نوروزی                 | ۰٫۱۵۰۰۰۰۰۰۵۹۶۰۴۶۴    | ۰              | ۰            | ۱                   | ۰                   |
| چاه اعلا                   | بخشی نامعلوم در شهرستان شاهرود | چاه اعلا                   | ۰٫۴۰۰۰۰۰۰۰۵۹۶۰۴۶۴    | ۰              | ۰            | ۲                   | ۰                   |
| چاه باقر                   | بخشی نامعلوم در شهرستان شاهرود | چاه باقر                   | ۰٫۴۰۰۰۰۰۰۰۵۹۶۰۴۶۴    | ۰              | ۰            | ۳                   | ۰                   |
| چاه جام                    | بخشی نامعلوم در شهرستان شاهرود | چاه جام                    | ۶                    | ۰              | ۰            | ۴                   | ۰                   |
| چاه خونی                   | بخشی نامعلوم در شهرستان شاهرود | چاه خونی                   | ۰٫۳۴۹۹۹۹۹۹۴۰۳۹۵۳۶    | ۰              | ۰            | ۵                   | ۰                   |
| چاه خونی بالا              | بخشی نامعلوم در شهرستان شاهرود | چاه خونی بالا              | ۰٫۲۵                 | ۰              | ۰            | ۲                   | ۰                   |
| چاه قاسم                   | بخشی نامعلوم در شهرستان شاهرود | چاه قاسم                   | ۲                    | ۰              | ۰            | ۳                   | ۰                   |
| چاه قاسم نورمحمدی          | بخشی نامعلوم در شهرستان شاهرود | چاه قاسم نورمحمدی          | ۱٫۲۹۹۹۹۹۹۵۲۳۱۶۲۸     | ۰              | ۰            | ۱                   | ۰                   |
| چاه مرعی                   | بخشی نامعلوم در شهرستان شاهرود | چاه مرعی                   | ۰٫۶۰۰۰۰۰۰۲۳۸۴۱۸۵۸    | ۰              | ۰            | ۲                   | ۰                   |
| چاه موسی                   | بخشی نامعلوم در شهرستان شاهرود | چاه موسی                   | ۱                    | ۰              | ۰            | ۰٫۵                 | ۰                   |
| چاه چال                    | بخشی نامعلوم در شهرستان شاهرود | چاه چال                    | ۱                    | ۰              | ۰            | ۰                   | ۰                   |
| چاهه                       | بخشی نامعلوم در شهرستان شاهرود | چاهه                       | ۰٫۹۴۹۹۹۹۹۸۸۰۷۹۰۷۱    | ۰              | ۰            | ۰٫۲۵                | ۰                   |
| چاهو                       | بخشی نامعلوم در شهرستان شاهرود | چاهو                       | ۰٫۲۰۰۰۰۰۰۰۲۹۸۰۲۳۲    | ۰              | ۰            | ۱                   | ۰                   |
| چاهک                       | بخشی نامعلوم در شهرستان شاهرود | چاهک                       | ۱٫۲۰۰۰۰۰۰۴۷۶۸۳۷۲     | ۰              | ۰            | ۸                   | ۰                   |
| چشمه اول                   | بخشی نامعلوم در شهرستان شاهرود | چشمه اول                   | ۳٫۹۹۹۹۹۹۹۱۰۵۹۳۰۳E-۰۲ | ۰              | ۰            | ۰                   | ۰                   |
| چشمه بسیارکوهان            | بخشی نامعلوم در شهرستان شاهرود | چشمه بسیارکوهان            | ۱                    | ۰              | ۰            | ۱۰                  | ۰                   |
| چشمه سراوی                 | بخشی نامعلوم در شهرستان شاهرود | چشمه سراوی                 | ۰٫۵                  | ۰              | ۰            | ۴                   | ۰                   |
| چشمه سفید                  | بخشی نامعلوم در شهرستان شاهرود | چشمه سفید                  | ۰٫۵                  | ۰              | ۰            | ۲۰                  | ۰                   |
| چشمه قاسم                  | بخشی نامعلوم در شهرستان شاهرود | چشمه قاسم                  | ۰٫۲۰۰۰۰۰۰۰۲۹۸۰۲۳۲    | ۰              | ۰            | ۱                   | ۰                   |
| چغول چشمه جیلان            | بخشی نامعلوم در شهرستان شاهرود | چغول چشمه جیلان            | ۰                    | ۰              | ۰            | ۰                   | ۰                   |
| چنارده                     | بخشی نامعلوم در شهرستان شاهرود | چنارده                     | ۱                    | ۰              | ۰            | ۱۰                  | ۰                   |
| چنگ                        | بخشی نامعلوم در شهرستان شاهرود | چنگ                        | ۰                    | ۰              | ۰            | ۲                   | ۰                   |
| چهار طیب                   | بخشی نامعلوم در شهرستان شاهرود | چهار طیب                   | ۰٫۴۰۰۰۰۰۰۰۵۹۶۰۴۶۴    | ۰              | ۰            | ۳                   | ۰                   |
| چهل دختر                   | بخشی نامعلوم در شهرستان شاهرود | چهل دختر                   | ۱٫۵                  | ۰              | ۰            | ۲۰                  | ۰                   |
| کاریز                      | بخشی نامعلوم در شهرستان شاهرود | کاریز                      | ۱                    | ۰              | ۰            | ۵                   | ۰                   |
| کاریز                      | بخشی نامعلوم در شهرستان شاهرود | کاریز                      | ۰٫۶۹۹۹۹۹۹۸۸۰۷۹۰۷۱    | ۰              | ۰            | ۱                   | ۰                   |
| کاریزلی سوداغلن            | بخشی نامعلوم در شهرستان شاهرود | کاریزلی سوداغلن            | ۲                    | ۰              | ۰            | ۴۰                  | ۰                   |
| کال                        | بخشی نامعلوم در شهرستان شاهرود | کال                        | ۰٫۶۰۰۰۰۰۰۲۳۸۴۱۸۵۸    | ۰              | ۰            | ۴                   | ۰                   |
| کال سفیدار                 | بخشی نامعلوم در شهرستان شاهرود | کال سفیدار                 | ۰٫۶۰۰۰۰۰۰۲۳۸۴۱۸۵۸    | ۰              | ۰            | ۵                   | ۰                   |
| کال طاقی                   | بخشی نامعلوم در شهرستان شاهرود | کال طاقی                   | ۰                    | ۰              | ۰            | ۰                   | ۰                   |
| کجلو بیارجمند              | بخشی نامعلوم در شهرستان شاهرود | کجلو بیارجمند              | ۰                    | ۰              | ۰            | ۰                   | ۰                   |
| کربلائی مرادعلی پویه       | بخشی نامعلوم در شهرستان شاهرود | کربلائی مرادعلی پویه       | ۰٫۳۰۰۰۰۰۰۱۱۹۲۰۹۲۹    | ۰              | ۰            | ۷                   | ۰                   |
| کردآباد                    | بخشی نامعلوم در شهرستان شاهرود | کردآباد                    | ۳                    | ۰              | ۰            | ۸                   | ۰                   |
| کردآباد دستجرد             | بخشی نامعلوم در شهرستان شاهرود | کردآباد دستجرد             | ۱٫۵                  | ۰              | ۰            | ۴                   | ۰                   |
| کره سفید عباس‌آباد          | بخشی نامعلوم در شهرستان شاهرود | کره سفید عباس‌آباد          | ۲                    | ۰              | ۰            | ۳                   | ۰                   |
| کشیارتلخاب                 | بخشی نامعلوم در شهرستان شاهرود | کشیارتلخاب                 | ۰٫۳۰۰۰۰۰۰۱۱۹۲۰۹۲۹    | ۰              | ۰            | ۰                   | ۰                   |
| کلائی                      | بخشی نامعلوم در شهرستان شاهرود | کلائی                      | ۳                    | ۰              | ۰            | ۵                   | ۰                   |
| کلاته اسد                  | بخشی نامعلوم در شهرستان شاهرود | کلاته اسد                  | ۱٫۵                  | ۰              | ۰            | ۱۲                  | ۰                   |
| کلاته اشرف                 | بخشی نامعلوم در شهرستان شاهرود | کلاته اشرف                 | ۱                    | ۰              | ۰            | ۳                   | ۰                   |
| کلاته باغوبرم              | بخشی نامعلوم در شهرستان شاهرود | کلاته باغوبرم              | ۰٫۲۵                 | ۰              | ۰            | ۰                   | ۰                   |
| کلاته بقال بیارجمند        | بخشی نامعلوم در شهرستان شاهرود | کلاته بقال بیارجمند        | ۰٫۳۰۰۰۰۰۰۱۱۹۲۰۹۲۹    | ۰              | ۰            | ۱                   | ۰                   |
| کلاته حسن                  | بخشی نامعلوم در شهرستان شاهرود | کلاته حسن                  | ۰٫۸۰۰۰۰۰۰۱۱۹۲۰۹۲۹    | ۰              | ۰            | ۱٫۵                 | ۰                   |
| کلاته حسینی                | بخشی نامعلوم در شهرستان شاهرود | کلاته حسینی                | ۰٫۴۰۰۰۰۰۰۰۵۹۶۰۴۶۴    | ۰              | ۰            | ۳                   | ۰                   |
| کلاته خان سررود            | بخشی نامعلوم در شهرستان شاهرود | کلاته خان سررود            | ۱                    | ۰              | ۰            | ۳                   | ۰                   |
| کلاته خیج                  | بخشی نامعلوم در شهرستان شاهرود | کلاته خیج                  | ۰٫۶۹۹۹۹۹۹۸۸۰۷۹۰۷۱    | ۰              | ۰            | ۲                   | ۰                   |
| کلاته دزی                  | بخشی نامعلوم در شهرستان شاهرود | کلاته دزی                  | ۰٫۱۰۰۰۰۰۰۰۱۴۹۰۱۱۶    | ۰              | ۰            | ۱۲                  | ۰                   |
| کلاته رضا قلی              | بخشی نامعلوم در شهرستان شاهرود | کلاته رضا قلی              | ۱٫۶۰۰۰۰۰۰۲۳۸۴۱۸۶     | ۰              | ۰            | ۱٫۵                 | ۰                   |
| کلاته ری                   | بخشی نامعلوم در شهرستان شاهرود | کلاته ری                   | ۰٫۱۲۹۹۹۹۹۹۵۲۳۱۶۲۸    | ۰              | ۰            | ۳                   | ۰                   |
| کلاته سیدبابا              | بخشی نامعلوم در شهرستان شاهرود | کلاته سیدبابا              | ۰٫۳۰۰۰۰۰۰۱۱۹۲۰۹۲۹    | ۰              | ۰            | ۴                   | ۰                   |
| کلاته شیخ‌آباد              | بخشی نامعلوم در شهرستان شاهرود | کلاته شیخ‌آباد              | ۱٫۱۰۰۰۰۰۰۲۳۸۴۱۸۶     | ۰              | ۰            | ۲۰                  | ۰                   |
| کلاته صالح                 | بخشی نامعلوم در شهرستان شاهرود | کلاته صالح                 | ۰٫۵                  | ۰              | ۰            | ۴                   | ۰                   |
| کلاته طاهرآباد             | بخشی نامعلوم در شهرستان شاهرود | کلاته طاهرآباد             | ۱٫۵                  | ۰              | ۰            | ۷                   | ۰                   |
| کلاته عباس                 | بخشی نامعلوم در شهرستان شاهرود | کلاته عباس                 | ۱                    | ۰              | ۰            | ۱۶                  | ۰                   |
| کلاته قاسم                 | بخشی نامعلوم در شهرستان شاهرود | کلاته قاسم                 | ۱                    | ۰              | ۰            | ۰٫۵                 | ۰                   |
| کلاته قلیچ                 | بخشی نامعلوم در شهرستان شاهرود | کلاته قلیچ                 | ۰٫۳۰۰۰۰۰۰۱۱۹۲۰۹۲۹    | ۰              | ۰            | ۶                   | ۰                   |
| کلاته مری                  | بخشی نامعلوم در شهرستان شاهرود | کلاته مری                  | ۰٫۶۴۹۹۹۹۹۷۶۱۵۸۱۴۲    | ۰              | ۰            | ۲                   | ۰                   |
| کلاته مطهری                | بخشی نامعلوم در شهرستان شاهرود | کلاته مطهری                | ۶                    | ۰              | ۰            | ۲                   | ۰                   |
| کلاته منجی                 | بخشی نامعلوم در شهرستان شاهرود | کلاته منجی                 | ۰                    | ۰              | ۰            | ۲                   | ۰                   |
| کلاته میرزا                | بخشی نامعلوم در شهرستان شاهرود | کلاته میرزا                | ۰٫۲۵                 | ۰              | ۰            | ۲                   | ۰                   |
| کلاته میرعلی               | بخشی نامعلوم در شهرستان شاهرود | کلاته میرعلی               | ۱٫۲۰۰۰۰۰۰۴۷۶۸۳۷۲     | ۰              | ۰            | ۲                   | ۰                   |
| کلاته نو میامی             | بخشی نامعلوم در شهرستان شاهرود | کلاته نو میامی             | ۰٫۱۰۰۰۰۰۰۰۱۴۹۰۱۱۶    | ۰              | ۰            | ۱۲                  | ۰                   |
| کلاته نور                  | بخشی نامعلوم در شهرستان شاهرود | کلاته نور                  | ۱                    | ۰              | ۰            | ۱۶                  | ۰                   |
| کلاته هادی                 | بخشی نامعلوم در شهرستان شاهرود | کلاته هادی                 | ۰٫۲۵                 | ۰              | ۰            | ۱۰                  | ۰                   |
| کلاته وقفی                 | بخشی نامعلوم در شهرستان شاهرود | کلاته وقفی                 | ۰٫۱۵۰۰۰۰۰۰۵۹۶۰۴۶۴    | ۰              | ۰            | ۴                   | ۰                   |
| کلاته پیرزن                | بخشی نامعلوم در شهرستان شاهرود | کلاته پیرزن                | ۲٫۹۹۹۹۹۹۹۳۲۹۴۴۷۷E-۰۲ | ۰              | ۰            | ۳                   | ۰                   |
| کلاته چاه قاسم بالا        | بخشی نامعلوم در شهرستان شاهرود | کلاته چاه قاسم بالا        | ۱                    | ۰              | ۰            | ۴                   | ۰                   |
| کلاته چراغلو               | بخشی نامعلوم در شهرستان شاهرود | کلاته چراغلو               | ۰٫۳۰۰۰۰۰۰۱۱۹۲۰۹۲۹    | ۰              | ۰            | ۱                   | ۰                   |
| کلاته چشمه                 | بخشی نامعلوم در شهرستان شاهرود | کلاته چشمه                 | ۱٫۲۰۰۰۰۰۰۴۷۶۸۳۷۲     | ۰              | ۰            | ۱                   | ۰                   |
| کلاتو                      | بخشی نامعلوم در شهرستان شاهرود | کلاتو                      | ۰٫۵                  | ۰              | ۰            | ۵                   | ۰                   |
| کلاغ دره                   | بخشی نامعلوم در شهرستان شاهرود | کلاغ دره                   | ۰                    | ۰              | ۰            | ۴                   | ۰                   |
| کلاغ زیلی                  | بخشی نامعلوم در شهرستان شاهرود | کلاغ زیلی                  | ۰٫۴۰۰۰۰۰۰۰۵۹۶۰۴۶۴    | ۰              | ۰            | ۲                   | ۰                   |
| کلاغ شوم بالا              | بخشی نامعلوم در شهرستان شاهرود | کلاغ شوم بالا              | ۱                    | ۰              | ۰            | ۳                   | ۰                   |
| کلاغ شوم پائین             | بخشی نامعلوم در شهرستان شاهرود | کلاغ شوم پائین             | ۱٫۱۰۰۰۰۰۰۲۳۸۴۱۸۶     | ۰              | ۰            | ۳٫۵                 | ۰                   |
| کلوبیدستان                 | بخشی نامعلوم در شهرستان شاهرود | کلوبیدستان                 | ۲٫۵                  | ۰              | ۰            | ۰                   | ۰                   |
| کلوی                       | بخشی نامعلوم در شهرستان شاهرود | کلوی                       | ۰٫۱۱۹۹۹۹۹۹۷۳۱۷۷۹۱    | ۰              | ۰            | ۱٫۵                 | ۰                   |
| کهنه کلاته                 | بخشی نامعلوم در شهرستان شاهرود | کهنه کلاته                 | ۱٫۵                  | ۰              | ۰            | ۳                   | ۰                   |
| کوشکی                      | بخشی نامعلوم در شهرستان شاهرود | کوشکی                      | ۰٫۵                  | ۰              | ۰            | ۲                   | ۰                   |
| کوکن                       | بخشی نامعلوم در شهرستان شاهرود | کوکن                       | ۰٫۳۰۰۰۰۰۰۱۱۹۲۰۹۲۹    | ۰              | ۰            | ۴                   | ۰                   |
| کوکن بالا                  | بخشی نامعلوم در شهرستان شاهرود | کوکن بالا                  | ۰٫۸۰۰۰۰۰۰۱۱۹۲۰۹۲۹    | ۰              | ۰            | ۲                   | ۰                   |
| کوکن پائین                 | بخشی نامعلوم در شهرستان شاهرود | کوکن پائین                 | ۱٫۵                  | ۰              | ۰            | ۳                   | ۰                   |
| گاوجو باغستان              | بخشی نامعلوم در شهرستان شاهرود | گاوجو باغستان              | ۰٫۸۵۰۰۰۰۰۲۳۸۴۱۸۵۸    | ۰              | ۰            | ۵                   | ۰                   |
| گدار                       | بخشی نامعلوم در شهرستان شاهرود | گدار                       | ۰٫۶۰۰۰۰۰۰۲۳۸۴۱۸۵۸    | ۰              | ۰            | ۴                   | ۰                   |
| گدارسوخته                  | بخشی نامعلوم در شهرستان شاهرود | گدارسوخته                  | ۱٫۵                  | ۰              | ۰            | ۰                   | ۰                   |
| گردان پویه                 | بخشی نامعلوم در شهرستان شاهرود | گردان پویه                 | ۳                    | ۰              | ۰            | ۸                   | ۰                   |
| گرماب پائین                | بخشی نامعلوم در شهرستان شاهرود | گرماب پائین                | ۰٫۸۰۰۰۰۰۰۱۱۹۲۰۹۲۹    | ۰              | ۰            | ۳                   | ۰                   |
| گرگاب                      | بخشی نامعلوم در شهرستان شاهرود | گرگاب                      | ۱٫۹۹۹۹۹۹۹۵۵۲۹۶۵۲E-۰۲ | ۰              | ۰            | ۰٫۲۵                | ۰                   |
| گزدره                      | بخشی نامعلوم در شهرستان شاهرود | گزدره                      | ۰٫۲۰۰۰۰۰۰۰۲۹۸۰۲۳۲    | ۰              | ۰            | ۲                   | ۰                   |
| گزه                        | بخشی نامعلوم در شهرستان شاهرود | گزه                        | ۵                    | ۰              | ۰            | ۶                   | ۰                   |
| گل محمد عرب عامری          | بخشی نامعلوم در شهرستان شاهرود | گل محمد عرب عامری          | ۰٫۳۰۰۰۰۰۰۱۱۹۲۰۹۲۹    | ۰              | ۰            | ۲                   | ۰                   |
| گلخانی                     | بخشی نامعلوم در شهرستان شاهرود | گلخانی                     | ۲                    | ۰              | ۰            | ۳۰                  | ۰                   |
| گلمندره حق الخواجه         | بخشی نامعلوم در شهرستان شاهرود | گلمندره حق الخواجه         | ۰٫۶۰۰۰۰۰۰۲۳۸۴۱۸۵۸    | ۰              | ۰            | ۱۰                  | ۰                   |
| گندی                       | بخشی نامعلوم در شهرستان شاهرود | گندی                       | ۰٫۲۰۰۰۰۰۰۰۲۹۸۰۲۳۲    | ۰              | ۰            | ۰٫۵                 | ۰                   |
| گودکلاته                   | بخشی نامعلوم در شهرستان شاهرود | گودکلاته                   | ۲                    | ۰              | ۰            | ۱۱                  | ۰                   |
| گورخان بالا                | بخشی نامعلوم در شهرستان شاهرود | گورخان بالا                | ۳٫۵                  | ۰              | ۰            | ۱۲                  | ۰                   |
| گورخان پائین               | بخشی نامعلوم در شهرستان شاهرود | گورخان پائین               | ۱                    | ۰              | ۰            | ۲                   | ۰                   |
| گیور                       | بخشی نامعلوم در شهرستان شاهرود | گیور                       | ۰٫۲۰۰۰۰۰۰۰۲۹۸۰۲۳۲    | ۰              | ۰            | ۵                   | ۰                   |
| یارمحمد                    | بخشی نامعلوم در شهرستان شاهرود | یارمحمد                    | ۵٫۰۰۰۰۰۰۰۷۴۵۰۵۸۱E-۰۲ | ۰              | ۰            | ۳                   | ۰                   |
| یزدو                       | بخشی نامعلوم در شهرستان شاهرود | یزدو                       | ۰٫۲۰۰۰۰۰۰۰۲۹۸۰۲۳۲    | ۰              | ۰            | ۱۰                  | ۰                   |
| یکه ریز کاریز              | بخشی نامعلوم در شهرستان شاهرود | یکه ریز کاریز              | ۶                    | ۰              | ۰            | ۶                   | ۰                   |
| ۱۲۵                        | بخشی نامعلوم در شهرستان شاهرود | ۱۲۵                        | ۲                    | ۰              | ۰            | ۲۰                  | ۰                   |